# Patía
Patía es un municipio colombiano ubicado en el departamento del Cauca. La cabecera municipal es El Bordo. 
Entre las principales atracciones turísticas de la región se encuentran Piedra Sentada; el Parador Patía; el cerro de manzanillo ubicado en Patía-Patía y El Estrecho-Patía en la vereda la Ventica-Patía y por supuesto, el río Patía, el río Galíndez, que baña el valle de su mismo nombre. Este río es el más largo y caudaloso de la cuenca del Pacífico sudamericano.
El Patía se encuentra ubicado sobre la carretera panamericana, a aproximadamente 82 kilómetros al sur de Popayán, capital del departamento del Cauca.
Este lugar convertido hoy en valle estuvo sumergido bajo el mar por más de 3500 millones de años, y como producto de la tecntónica compresiva de placas fue obligado a surgir y se encuentra hoy 600 metros de altura en promedio.
Las aguas de este gran embalse permanecieron algunos miles de años mezclándose con el agua dulce de los ríos, hasta que en el Cuaternario-Pleistoceno por algún evento de tipo hidráulico-Tectónico, drenaron a través de una fractura en la hoz de minamá.

## Geografía

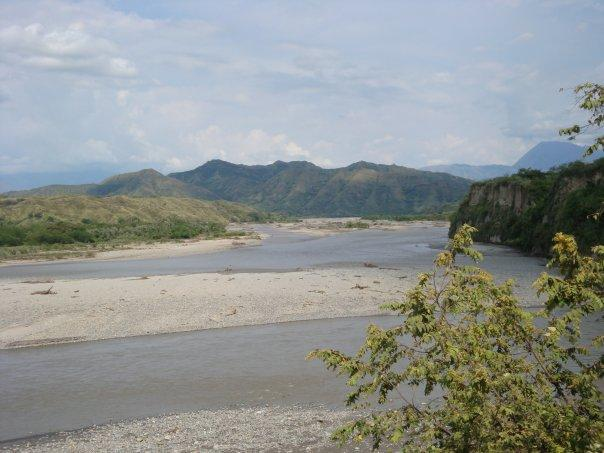
Valle del Patía

El municipio de Patía hace parte de la subregión sur, dentro de la Región Pacífico del territorio colombiano; se encuentra localizado al sur del Departamento del Cauca, en la cuenca hidrográfica del río Patía, más exactamente entre  la parte alta y media, con una extensión total de 723 km² y representa aproximadamente el 2,5 % del territorio del Cauca. La  fosa  del  Patía  presenta  bajas  depresiones,  con  una  altura minina de 550 y máxima 3 000 m.s.n.m y una temperatura media de  28 °C,  configurada  por  una  serie  de  mesetas  irregulares. 
- Extensión total: 641.009 km²
- Altura 1.167 m s. n. m..
- Temperatura media: 22 °C
- Limita al este con Sucre, al noreste con La Sierra, al noroeste con Argelia, al norte con El Tambo, al oeste con Balboa, al sur con Mercaderes y al sureste con Bolívar.[3]
- El número de habitantes de Patía es de 35 216 personas, el cual representa el 2,62% del total de la población del Departamento.[3]

## División Político-Administrativa
Además de su Cabecera municipal: El Bordo.
Patía tiene bajo su jurisdicción los siguientes Centros poblados:
- Brisas
- Don Alonso
- El Estrecho
- El Hoyo
- Galíndez
- La Fonda
- La Mesa
- Las Tallas
- Palo Mocho
- Pan de Azúcar
- Patía
- Piedrasentada
- Sajandí
- Santa Cruz

## Servicios públicos
- Energía Eléctrica: Compañía Energética de Occidente, es la empresa prestadora del servicio de energía eléctrica.
- Gas Natural: Alcanos de Colombia, es la empresa distribuidora y comercializadora de gas natural en el municipio.